# Nikołaj Fomin (oficer)
Nikołaj Gieorgijewicz Fomin, ros. Николай Георгиевич Фомин (ur. 26 listopada?/8 grudnia 1888 w guberni twerskiej, zm. 3 sierpnia 1964 w Australii) – rosyjski wojskowy sił morskich (kapitan), dowódca rosyjskiego oddziału wojskowego w składzie Szanghajskiego Korpusu Ochotniczego w okresie międzywojennym, emigracyjny antykomunistyczny działacz społeczno-kulturalny, kombatancki i polityczny.

## Życiorys
W 1909 r. ukończył morski korpus kadetów. Od listopada 1911 r. służył jako starszy flag-oficer w 1 dywizjonie minowym, zaś od maja 1913 r. jako szturman w sztabie dowodzącego oddziałem okrętów na Bałtyku. Brał udział w I wojnie światowej. Do 1916 r. był starszym flag-oficerem w sztabie dywizjonu minowego na Bałtyku. Od 23 sierpnia 1916 r. służył jako flag-kapitan w oddziale operacyjnym sztabu dowodzącego flotą czarnomorską. W lipcu 1917 r. stanął na czele tego oddziału. W marcu 1918 r. został odesłany do rezerwy. W lipcu tego roku przystąpił do białych. Został szefem sztabu flotylli rzecznej na Wołdze. W październiku objął funkcję szefa operacyjnego wydziału morskiego ministerstwa syberyjskiego dyrektoriatu. W marcu 1919 r. zgodnie z rozkazem admirała Aleksandra W. Kołczaka stworzył flotyllę rzeczną na rzece Kamie. W kwietniu tego roku awansował na kapitana 1 rangi. Na przełomie października i listopada wyjechał do Japonii. W listopadzie powrócił na Syberię, gdzie objął dowodzenie okrętami na jeziorze Bajkał w okresie odwrotu wojsk białych. W lutym 1920 r. wyemigrował do Harbinu. W maju 1921 r. uczestniczył w przygotowaniach do wybuchu powstania antybolszewickiego we Władywostoku. Następnie został szefem sztabu syberyjskiej flotylli wojennej kontradmirała Gieorgija K. Starka. Pod koniec października 1922 r. znalazł się wraz z flotyllą i ewakuowanymi z Władywostoku resztkami wojsk białych na Filipinach. Przeniósł się do Szanghaju, gdzie działał w rosyjskich emigracyjnych organizacjach kombatanckich i społeczno-kulturalnych. Aktywnie współuczestniczył w utworzeniu rosyjskiej szkoły, cerkwi, szpitala i teatru. W styczniu 1927 r. sformował z białych emigrantów rosyjskich w ramach Szanghajskiego Korpusu Ochotniczego oddział wojskowy w sile pułku dla ochrony międzynarodowej dzielnicy Szanghaju i stanął na jego czele. W 1940 r. oddział został rozwiązany przez Japończyków. W 1949 r. N. G. Fomin wyjechał na Filipiny w związku z ofensywą chińskich wojsk komunistycznych. Przebywał w obozie dla rosyjskich uchodźców na wyspie Tubabao. W 1950 r. zamieszkał w Australii, gdzie współzakładał Wszechrosyjskie Centrum Antykomunistyczne. W 1960 r. stanął na czele australijskiego okręgu Korpusu Imperatorskich Armii i Floty Wojennej.